# Joseph Edouard Barat
Pour les articles homonymes, voir Barat.
Joseph Édouard Barat, né le 22 septembre 1882 à Paris et mort le 10 septembre 1963 à Chelles, est un compositeur français, arrangeur et chef d'orchestre militaire.

## Biographie
Joseph Édouard Barat est le fils d'un soliste de l'orchestre de la Garde républicaine. Il étudie au Conservatoire de Paris dans les classes de Paul Vidal et Georges Caussade.
En 1910, il est chef d'orchestre 2e classe à Annecy lorsqu'il se marie à Chelles. Il devient ensuite chef d'orchestre militaire à Lyon puis à Paris. Il échoue à deux reprises à l'examen de chef de musique de la Garde républicaine mais s'impose en créant une école de chefs d'orchestre adjoints.
Il dirige la Musique du 5e Régiment d'Infanterie.
Barat prend sa retraite en 1933 et devient chef d'orchestre de l'orchestre d'harmonie La Sirène à Paris, qu'il dirige jusqu'en 1944.
Au cours de sa carrière, il a composé de nombreuses pièces pour instruments à vent accompagnés au piano, destinées notamment aux concours du conservatoire. Son affinité pour la musique à vent a été en partie influencée par son travail de chef d'orchestre dans l'armée française. Son Andante et Allegro pour trombone et piano (ou orchestre) a été composé pour le concours annuel de trombone du Conservatoire national de Paris en 1935, et dédié au professeur Henri Couillaud.
Il est le père de la compositrice Éliane Barat (1915-1986), épouse du compositeur et musicologue Herbert Pepper.
Il décède à Chelles le 10 septembre 1963.

## Œuvres (sélection)
- Andante et Scherzo (1926) pour trompette en ut ou si bémol et piano, (Concours du Conservatoire National de Musique de Paris).
- Fantaisie en mi bémol (1931), pour cornet en si bémol ou trompette en si bémol ou ut et piano, (Concours du Conservatoire National de Musique de Paris)
- Orientale (1932), pour cornet en si bémol ou trompette en si bémol ou en ut et piano
- Chant slave (1932), pour clarinette et piano
- Fantaisie romantique (1934), pour clarinette  et piano (dédicace : « à mon excellent ami Ferdinand Capelle, professeur de clarinette au conservatoire de Lille »)
- Pièce de concours (1934), pour euphonium ou tuba
- Morceau de concours (1934), pour baryton ou basse en si bémol et piano (dédicace : « à l'artiste et ami J. Balay[a], ex-soliste de la Musique de la Garde Républicaine »)
- Introduction et danse (1934), pour saxhorn en si bémol ou en ut et piano
- Nostalgie (1934), pour cor anglais et piano
- Andante et Allegro (1935), pour trombone et piano (Concours du Conservatoire National de Musique de Paris)
- Lento et Scherzo (1940), pour trompette et piano, (Concours du Conservatoire National de Musique de Paris)
- Danse espagnole (1942), pour saxophone alto en mi bémol et accompagnement de piano
- Introduction et danse pour saxhorn et piano
- Morceau de concours (1957), pour euphonium ou tuba

### Orchestre d'harmonie et fanfare
- Polonaise de concert (1911), pour harmonie
- Drôle de marche (1916), pour harmonie ou fanfare
- Grenadiers (1923), pour orchestre d'harmonie ou fanfare
- Prélude et danse (1923), pour harmonie ou fanfare
- Pas espagnol (1924), pour orchestre, avec piano
- O-Yé-O. Barcarolle de l'Oubanghi (1931), pour harmonie ou fanfare
- Kakendé, danse soudanaise (1931), pour harmonie et fanfare
- Chant slave (1934), pour clarinette avec accompagnement d'harmonie
- Poilus du 1er Corps, Tambours et Clairons, marche militaire pour orchestre d'harmonie
- Dordanum, pour orchestre d'harmonie

## Discographie
Une partie de ses œuvres et de ses arrangements a donné lieu à des enregistrements en France   et à l'étranger :
- Alsace-Lorraine, Salut au 85eme, Musique du 5e Régiment d'Infanterie, direction Joseph Édouard Barat (78 tours, Columbia, France, 1921)
- Musique du 5e Régiment d'Infanterie, direction Joseph Édouard Barat (10-in., Columbia, UK, 1931)[4].
  - Allobroges, WL2918
  - Les poilus de 1er corps, WL2919
  - Marche tartare, WL2920
  - Drôle de marche, WL2921
  - Marche cosaque, WL2922
  - Marche égyptienne, WL2923
  - Kakende, WL3222
  - O-ye-o, WL2923
  - L'arc et le dome, WL3226

- Orchestre du 5e Régiment d'Infanterie, direction M. Barat (78 tours, NC Pathé X 8723, 19xx)[5]
  - La Marseillaise / Claude Joseph Rouget de l'Isle, comp. ; Le Chant du départ / Etienne Nicolas Méhul, comp. ; [Marie-Joseph Chénier, aut.]
  - Marche lorraine / Louis Ganne, comp. ;

- Musique du 5e R.I. : 5e régiment d’infanterie, direction William Pelé (DECCA disques 450.733, s.d.)[6]
  - Refrain de Navarre (Barat)
  - Navarre, marche du 5e R.I. (Barat)